# Eren Önsöz
Eren Önsöz (* 1972 in Kayseri, Türkei) ist eine deutsche Rundfunkautorin und Filmemacherin. Önsöz betätigte sich zeitweilig auch als politische Kabarettistin.

## Leben
Die Deutschtürkin studierte Germanistik und Medienwissenschaften in ihrer Heimatstadt Düsseldorf und in Rom. 
Als Kabarettistin gehörte Önsöz dem KGB-Kabarett gegen das Böse an. 
Seit 1997 arbeitet sie als freie Autorin, in erster Linie für den Westdeutschen Rundfunk. Sie verfasste unter anderem Kulturnachrichten und Reportagen für die Hörfunksender, aber auch Beiträge für populäre Fernsehsendungen wie Cosmo TV und Monitor.
Önsözens Abschlussfilm an der Kunsthochschule war der häufig aufgeführte Dokumentarfilm Import-Export – Eine Reise in die deutsch-türkische Vergangenheit (2006), der 2007 auch im Fernsehen gezeigt wurde.
Der zweite Dokumentarfilm von Eren Önsöz wurde erstmals am 4. März 2016 beim Filmfestival Türkei-Deutschland in Nürnberg aufgeführt. Er behandelt das Schicksal der deutschen Exilanten in der Türkei die während des NS-Regimes dort lebten und arbeiteten. Eren Önsöz begleitete 5 Protagonisten die in der Türkei geboren und aufgewachsen sind und wirft ein Licht auf dieses wenig bekannte Kapitel deutsch-türkischer Geschichte und seine Auswirkungen bis in die Gegenwart.

## Filmographie
- Import-Export – Eine Reise in die deutsch-türkische Vergangenheit (2006)
- Juju goes Beethoven (2010), Kurzfilm
- Haymatloz – Exil in der Türkei (2016)